# تایرک ایوانز
تایرک ایوانز (انگلیسی: Tyreke Evans؛ زادهٔ ۱۹ سپتامبر ۱۹۸۹) یک بازیکن بسکتبال اهل ایالات متحده آمریکا است.
از باشگاه‌هایی که در آن بازی کرده‌است می‌توان به ساکرامنتو کینگز اشاره کرد.